# Pseudomma omoi
Pseudomma omoi är en kräftdjursart som beskrevs av Holmquist 1957. Pseudomma omoi ingår i släktet Pseudomma och familjen Mysidae. Inga underarter finns listade i Catalogue of Life.